# Czech Indoor Gala
Czech Indoor Gala je každoroční halová atletická soutěž, která se koná v lednu nebo v únoru v Atletické hale Vítkovice, která se nachází v těsném sousedství Ostravar Arény v Ostravě. Celá soutěž se poprvé konala v roce 2009 v Praze, ale v roce 2016 se přesunula do Jablonce nad Nisou, o rok později do Ostravy. V roce 2024 akce získala tzv. Gold status, proto patří mezi ty největší atletické akce v World Athletics Indoor Tour.

## Pořádané akce
| Název                            | Datum          |
| -------------------------------- | -------------- |
| 2009 Prague Indoor               | 25. února 2009 |
| 2014 Praha Indoor                | 24. února 2014 |
| 2016 Jablonec Indoor Gala        | 4. března 2016 |
| 2017 Mítink Ea-Czech Indoor Gala | 13. února 2017 |
| 2018 Czech Indoor Gala           | 24. ledna 2018 |
| 2019 Czech Indoor Gala           | 11. února 2019 |
| 2020 Czech Indoor Gala           | 4. února 2020  |
| 2021 Czech Indoor Gala           | 2. února 2021  |
| 2022 Czech Indoor Gala           | 2. února 2022  |
| 2023 Czech Indoor Gala           | 1. února 2023  |
| 2024 Czech Indoor Gala           | 30. ledna 2024 |